# 9004 Peekaydee
A 9004 Peekaydee (ideiglenes jelöléssel (9004) 1982 UZ2) egy kisbolygó a Naprendszerben. Gregory Scott Aldering fedezte fel 1982. október 22-én.